# Пинаке
Пинаке (грч. πίναξ мн. грч. πίνακες – плоча, табла) је у античкој Грчкој ознака за плоче од различитог материјала на којима се писало или сликало, затим и за саму слику (отуда: пинакотека, грч. πινακοθήκη – збирка слика). Тако су називане географске карте, као и разни пописи, спискови и спомен-плоче. Пинаке је био наслов каталога списа у александријској Библиотеци који је израдио пјесник Калимах (3. вијек прије н. е., Александријска школа), који је био њен високи управник. Пун наслов је гласио Пинакес (Списак) аутора, који су се истакли у свим културним дјелатностима, и њихових дјела. Овај каталог с коментаром је имао 120 томова и представљао је најранији облик научно и с критичким апаратом приређене историје књижевности, дајући биографију писца,  наслов, кратку садржину и критику дјела епских, елегијских, јампских и меличких пјесника, драмских и прозних писаца, историчара, филозофа, говорника и научника разних струка. Каснији слични спискови су носили исто име.